# 卡斯泰拉 (洛特-加龙省)
卡斯泰拉（法語：Castella）是法国洛特-加龙省的一个市镇，属于阿让区（Agen）拉罗克坦博县（Laroque-Timbaut）。该市镇总面积12.52平方公里，2009年时的人口为335人。

## 人口
卡斯泰拉人口变化图示